# 이진무 묘
이진무 묘는 대한민국 경기도 연천군 군남면 왕림리에 있다. 2013년 11월 25일 연천군의 향토문화재 제19호로 지정되었다.

## 개요
이진무(1608~1679)의 자는 무경(茂卿)이며, 효령대군의 후예이다.  취우당(醉愚堂)에서 일생을 무위자연의 도가적 사상과 처사적 몸가짐으로 사돈인 미수 허목과 교유하며 처사로 유일(遊逸)한 인물이다.
남양 홍씨(南陽洪氏) 홍순일(洪順一)의 딸과 혼인하여 슬하에 이원기(李遠紀), 이정기(李鼎紀), 이한기(李漢紀) 3형제를 두었다.